# Equipe cingalesa na Copa Davis
A equipe cingalesa na Copa Davis representa o Sri Lanka na Copa Davis, principal competição de tênis masculina por equipes do mundo. É administrada pela Sri Lanka Tennis Association.
Anteriormente, jogava como a equipe de Ceilão. A última edição com essa denominação foi em 1972, quando a República foi proclamada no país e houve a mudança para Sri Lanka.